# 洛雷恩鎮區 (北達科他州迪基縣)
洛雷恩鎮區（英語：Lorraine Township）是位於美國北達科他州迪基縣的一個鎮區。

## 地方資料
洛雷恩鎮區的面積為92.30平方千米，當中陸地面積為92.23平方千米，而水域面積為0.07平方千米。根據2020年美國人口普查的數據，當地共有人口34人，而人口密度為每平方千米0.37人。